# Nagyboldogasszony-templom (Oštarije)
Az oštarijei Nagyboldogasszony-templom Horvátországban, a Károlyváros megyében a Josipdolhoz tartozó Oštarije településen található. A templom a horvát gótikus építészet egyik legértékesebb példája.

## Fekvése
A templom Oštarije központjában, a Mrežnica partjától északra, a település főbb útjainak kereszteződése közelében áll.

## Története
A 15. század második felében itt vezetett át a horvát tengerparttól Magyarország felé haladó egyik kereskedelmi út. Ez az út a Mrežnica folyó völgyében haladt, ahol a 15. század második felében pihenőhelyet és fogadót (osteria) építettek az itt közlekedők számára. A Frangepán grófok alattvalói a tengerparti birtokaikról Modruson és Oštarijén át szállították a sót. Az út Lipán, Dubovacon és Draganićon keresztül folytatódott Zágrábig. A település nevét is a 15. század második felében épült fogadóról kapta. Az 1897-es plébániai historia domus szerint az oštarijei templomot 1450-ben Frangepán Márton gróf építtette, a történeti adatok alapján azonban az építés megkezdését Márton testvérének, II. Istvánnak tulajdoníthatjuk, aki 1449-ben IV. Miklós fiainak birtokmegosztásával jutott a térség birtokába. István gróf azon a helyen kezdte meg a templom építését, ahol akkor már állt egy kisebb templom, amely körül rendszeresen zarándokok gyűltek össze. A gróf szándéka egy nagyobb és szebb templom építésével a hely zarándokhellyé nyilvánítása volt, amit el is ért, amikor Mátyás király követeként 1459-ben Mantovában a pápánál járt. 
A ferences hagyomány szerint Oštarije a múltban nagy mezőváros volt, ahol a ferenceseknek saját rendházuk volt. Andrija Lukinović kutatása is megerősítette egy ferences kolostor létezését a 15. században Oštarijéban. Nem tudni, hogy az oštarijei templom és a település 1493-ban ugyanazt a tragikus sorsot élte-e meg, mint Modrus városa, melyet a török elfoglalt és felégetett, de bizonyos, hogy 1521-ben az oszmánok már kifosztották és feldúlták Oštarijét is. Ekkor a templomot is megsemmisítették, és az ottani házaknak csak nyomai maradtak. A Frangepán III. István gróf hagyatékáról 1558-ban készített dokumentumban a templom „ecclesia Sanctae Mariae in Osteria cum turribus totaliter est deserta"  megjegyzéssel szerepel. E forrás szerint a plébániatemplomnak akkor két harangtornya volt, és elhanyagolt, romos állapotban állt. 
A határvidék védelme érdekében a templomban hamarosan királyi helyőrséget helyeztek el, amely 1579-ben tizenkét martalócot számlált egy parancsnok irányítása alatt.  Az idő múlásával ez a hely nagy jelentőséget kapott a szomszédos Ogulin védelmében. A 16. századi forrásokban Oštarijét Svetica néven említik. Az 1635-ös krajinai országgyűlés határozatai leírják az Ogulinban és Modrusban található erődítmények, valamint az erőddé alakított oštarijei templom rossz állapotát, amelynek teteje addigra beomlott. A templom első ábrázolását Giovanni Pieroni hadmérnök készítette III. Ferdinánd királynak 1639-ben tett terjedelmes jelentésében, melyben a Károlyvárostól a tengerig terjedő területeket ismertette. Az egyes erődítmények tervei és alaprajzai mellett Pieroni mellékelte az oštarijei templom látképét és a hely térképét is. A rajzokkal együtt található a templom leírása. Az épületet nyitottnak, tető nélkülinek és sérültnek találta.  Pieroni a határőrök által épített faházakat is ábrázolt a templom külső falai körül. A nyugati homlokzaton, a téglalap alakú nyílás felett, a konzolokon egy fa erkély volt, amely őrtoronyként szolgált. Az erkély alatt egy téglalap alakú nyílás volt, amely az épület bejárataként szolgálhatott. A sokszögű harangtoronyból hiányzott egy rész. A födém alatt megmaradt a boltozat egy része. A sekrestye volt az egyetlen, amelynek teteje volt. Az oromfalak eredeti magasságukban megmaradtak. A hajó falán két ablak volt, három ablak a sekrestyén és kettő a szentélyen. Pieroni megemlít két ablakot az ajtó felett és egy ablakot a sekrestyén. Feltételezzük, hogy a fő és az oldalsó portálokat befalazták. Véleménye szerint a csupasz falak nem sok lehetőséget nyújtottak a védekezésre. Javasolt bizonyos fejlesztéseket, többek között egy fából készült zárt folyosó építését a templom kerületfala mentén, rácsokkal védett nyílásokkal, hogy a támadókat lőhessék belőlük. A körítőfalak néhány repedéssel jól megmaradtak. A falak magassága 6 klaftra, azaz valamivel kevesebb, mint 12 méter, míg a vastagságuk a legmagasabb részen fél klaftra volt.
A 17. század végén az oszmán támadások megszűntek, és megkezdődött a templom helyreállítása. Ennek érdekében az első lépést Vojnović ogulini kapitány tette meg, aki 1671 és 1687 között beboltoztatta a szentélyt, a templom többi része azonban fedél nélkül maradt. Így látta a templomot Filip Riceputi jezsuita atya és Pacifik Bizza rabi püspök 1720-ban, akik útleírásukban a volt nagy templomból csak egy kis szentélyt találtak. Pavao Jurašić oštarijei plébános a plébánia beszámolójában 1753 és 1754 között írta le a Boldogságos Szűz Mária templom helyreállításának menetét. A helyreállítás után a templomnak egy főoltára volt a Boldogságos Szűznek szentelve, míg oldalt három másik oltár állt. A főoltár központjában a Szűz Mária mennybevitelét ábrázoló, aranyozott fából készült csodatevő szobor állt. A szobor átlagos embermagasságban ábrázolta a Szűzanyát, akinek palástját nyolc angyal fogta. Alatta hívők szobrai voltak. Az egykori templom fennmaradó részében három, márványoszlopokkal elválasztott és beborított hajó volt magas boltozattal.  A Szent Miklós oltárt 1688-ban Nikola Turković és Toma Stošić Ogulin parancsnokok, a Szent Antal oltárt 1694-ben Nikola és Stjepan Vojnović állították. A Nepomuki Szent János oltár 1750-ből, a Szent Sebestyén oltár 1759-ből származik. A templomot 1727 augusztusában szentelte fel Nikola Pohmajević püspök.
A 19. század elején a francia katonai adminisztráció lebontatta a harangtornyot, mely a régi templom nyugati homlokzata előtt állt. Ennek anyagából épült fel a mai harangtorony, valamint a diadalív előtti új homlokzat. A templom régi részének falait a 19. században az akkori katonai adminisztráció részben lebonttatta. 1879-ben megkezdődtek a templom helyreállításának munkálatai. Néhány javítást végeztek és új kőpadlót fektettek le. Stjepan Podhorsky (1875–1945) építész, aki 1901 és 1902 között felügyelte az újjáépítést széleskörű áttekintést adott az előző templomról és a munkálatokról. Podhorsky szerint a templom számos kár ellenére megőrizte fő művészi jellemzőit. Az épületet háromhajós csarnoktemplomként tervezték, amelynek hosszúkás szentélye és oldalirányban elhelyezkedő sekrestyéje volt. A keresztbordás csillagboltozatok féloszlopokra és konzolokra támaszkodtak. A templom padlója fokozatosan emelkedett a diadalív felé, így amfiteátrum jellegű volt a szentélyről a rálátás. Ahogy Podhorsky írja úgy döntöttek, hogy a régi templomot állítják helyre, azzal a törekvéssel, hogy az eredeti szellemében és harmóniájában teszik, ami bizony sok erőfeszítésbe került, mert ezt az eredeti konstrukció maradványainak felhasználásával kívánták elérni.

## A templom leírása
A templomhajóba három portálon keresztül jutottak be: a központi portálon, amely a központi tengelyben található és nyugati tájolású volt, az oldalsó portálok pedig a hajó északi és déli oldalán voltak. A hajó oldalán található két portálból az eredeti állapotát csak az északi portál őrizte meg. 1989-ben Branko Lucic feltárta a nyugati portál alapjait. Ezután megállapította, hogy a harangtoronynak, amely korábban a portál fölé emelkedett, nincs különösebb alapozása. Az két kőkonzol, amelyek ma a portál mellett helyezkednek el, hordozták valószínűleg a nyolcszögletű harangtorony terhelését. Az egykori gótikus templom hajója 32,70 m hosszú és 20 m széles volt. Méretei a zarándokok befogadását szolgálták. Az oszlopok nyolcszög keresztmetszetűek, és kör alapúak voltak. A hajó szélessége és az oszlopok maradványai mutatják a háromhajós elrendezést. 
Az oszlopok sorrendje megegyezik a mellette lévő minden második féloszloppal
az északi és a déli falon és a két féloszloppal a homlokzat nyugati részén.
A féloszlopok helyzete alapján a hajó körítőfala mentén feltételezzük, hogy
a hajót is beboltozták. Az ívelést olyan vékony bordákkal végezték, amelyeket 
a közép-európai gótikus építészetben használtak. Csarnokteret két oszlopsorral,
az oldalfalak terhelésének megosztásával alakították ki. Ily módon elkerülhető volt a falat megerősítő és a boltozat nyomását semlegesítő támpillérek használata. Ezzel a változtatással
felgyorsították az építkezést és csökkentették a munka mennyiségét.
A templom fő helye a Csodatevő Boldogságos Szűz Mária szentélye háromoldalú, hosszúkás szentély, mely a boltozatot tartó hét támpillérre támaszkodik. A szentély 24,80 m hosszú és 10,55 m széles. Podhorsky építész a felmérés során olyan szabálytalanságokat észlelt itt, amelyek megnehezítették számára a szentély helyreállítását. Ezek a szándékos szabálytalanságok sok gótikus szakrális épületben fordulnak elő. A régi templom szentélye kőbordákkal ellátott csillagboltozattal volt boltozva, melyek a Frangepánok címerével ellátott konzolokra támaszkodtak. A szentély helyreállítása során a meglévő kő konzolokra és a régi boltozat megmaradt bordáira új kőbordákat és boltozatot építettek. A címerpajzsokkal díszített konzolok egyszerűen vannak megformálva. A késő gótikus pajzsok különböznek egymástól. Összesen tíz címerpajzs van, amelyek közül nyolc különböző alakú. Minden címerpajzs sima felülettel rendelkezik. A rekonstrukció során a bordák építését külön ék alakú téglákkal végezték. A záróköveket stilizált rozettás gipszöntvények borítják, amelyek eltérnek az eredeti formáktól.
A diadalív eredetileg a hajó és a hajdani templom szentélyének találkozásánál volt. Az ív magassága 12,30 m, míg szélessége 8 m volt. Az ív fekete mészkőből készült. Ma mögötte egy Podhorsky által tervezett fa kórus áll. A szentély déli oldalán található kápolna a múltban sekrestyeként szolgált, ami Pieroni és Stier rajzain is megtalálható. A sekrestye kápolnává történő átalakítását valószínűleg a 19. század elején hajtották végre a francia hatóságok. A falak szerkezetére való tekintettel a kápolna valószínűleg a hajóval egy időben, vagyis a szentély építése előtt épült. 

## Galéria
- Látkép
- A mai templom
- A régi főkapu
- A régi templom belső tere
- A régi hajó féloszlopai